# Linda Algotsson
Linda Algotsson, född 22 mars 1972, är en svensk ryttare i fälttävlan. Hon tävlar för Ridklubben Udden i Kalmar. 
Algotsson tillhör svenska landslaget i fälttävlan. Hon har representerat Sverige i fem OS, 1996, 2004, 2008, 2012 och 2016 och fem VM 1994, 1998, 2002, 2006 och 2010. Algotsson har vunnit två World Cup final-tävlingar och flera guld och silver i SM och EM. Hon är utbildad matematiklärare, men fokuserar sedan 1998 på ridning och hästar på heltid. Sedan 2014 är Algotsson A-tränare inom Ridsporten. 
Algotsson utsågs till årets fälttävlansryttare 1996, 1997, 1998, 2001 och  2002. Hon är tiofaldig Svensk Champion i fälttävlan och har tilldelats utmärkelsen "Stora Grabbars märke" samt FEIs hedersmärke i guld för framstående prestationer i Internationella Mästerskap.  
På Ryttargalan 2009 mottog Algotsson Ruter Dams Mentorpris inom Ridsporten.
Hon är syster till ryttaren Sara Algotsson Ostholt.

## Hästar

### Tidigare
- La Fair (sto född 1997), Mörkbrunt Svenskt varmblod e:Labrador u. Princess Fair ägare och uppfödare Margareta Algotsson
- Stand By Me (vallack född 1990), Mörkbrunt Svenskt varmblod e:Stanford u. Princess Fair uppfödare Margareta Algotsson
- Lafayett (valack född 1981) Mörkbrun Svenskt varmblod e: Labrador u: Isette uppfödare Karin Mattisson
- Caliph (Valack född 1977) mörkbrun Svenskt varmblod e: Iran uppfödare Sven-Åke Hall
- My Fair Lady (sto född 1992) Brun Svenskt varmblod e: Testarossa u: Princess Fair uppfödare Margareta Algotsson
- Fair Dobbin (valack född 1993) svart svenskt varmblod e: Dragon u: Little Fair uppfödare Johan Nordgren
- Fairnet (valack född 2006) brun svenskt varmblod e:Feliciano u: Fairlisia uppfödare Margareta Algotsson
- Fairnando (valack född 2005) brun svenskt varmblod e: Cardento u: Fairlisia uppfödare Margareta Algotsson
- Fair Spot (valack född 2009) skimmel svenskt varmblod e: Balougraph u: Fairytale uppfödare Margareta Algotsson